# グリーン・ゾーン (イラク)
座標: 北緯33度18分27秒 東経44度23分25秒 / 北緯33.307577度 東経44.390259度

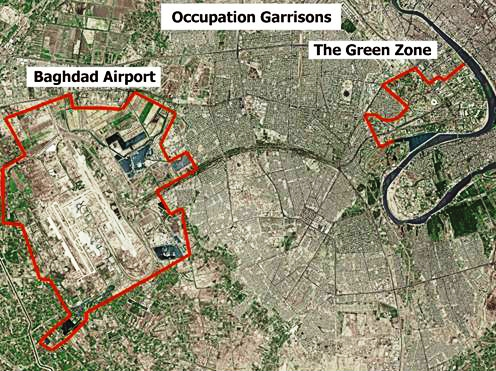
バグダッド市内のグリーン・ゾーンとバグダッド空港を示す空撮画像

グリーン・ゾーン（アラビア語: المنطقة الخضراء, al-minṭaqah al-ḫaḍrā）は、イラクの首都バグダードの中心部に位置する10平方キロメートル(4平方マイル)の旧米軍管理領域の名称である。連合国暫定当局など、都市の中でも国際的な建物の残っている地域である。イラク暫定政権下で公式に名付けられた名称はバグダード国際領域であったが、グリーン・ゾーンという名称が広く一般的に使われていた。また、その周辺をレッド・ゾーンと呼称する。これはグリーン・ゾーンの外側の領域を指す言葉だが、この名称はわりと曖昧に、軍の管理を離れた外側全ての危険地域に対して使われている。尚、グリーン・ゾーンもレッド・ゾーンも軍隊用語に由来している。

## サダム・フセイン政権下
この領域に元々あったのは、政府役人の別荘やいくつかの政府官庁、そしてサダム・フセイン大統領とその家族の宮殿だった。これらの中で最も大きな建築物は、サダム・フセインのなによりの権力の座であった大統領宮殿であった 。

## 米軍による統治下
2003年4月、バグダードでの幾度に及ぶ激しい戦闘により、この領域はアメリカ軍によって制圧され、少数の米兵と大量のイラク人が死亡した。また、米軍による制圧によってサダム・フセイン大統領とその他多くの住民は連合国軍による逮捕やイラク人による報復を恐れて逃げ出した。空爆によって大部分の政府庁舎が破壊されたが、バグダード中心部の数多くの建物が放棄された。制圧後にイラクに到着した連合国暫定当局（CPA）の関係者は活用する為に、これらの放棄された建物を残す事を決定した。復興本部の本部長であるジェイ・ガーナーは大統領宮殿に復興本部を設立し、その他の別荘は幹部たちや個人的な契約により各々へ譲渡された。結果、凡そ5000人の役人と民間の市民がこの領域に定住した。この捨てられた建物は連合国軍だけではなく、一般のイラク人にとっても魅力的なものだった。これらの人の中には戦いの中で家を失った個人もいたが、大部分はホームレスだった都会の貧民か、戦争の混乱に乗じて捨てられた家に移住して来た市民である。彼ら市民の多くはバアス党派でなかったから、復興政策を推し進める連合国暫定当局としては都合が良いものだった。その為か、多くの者は正式書類の無い入居者で、「215 Apartments」と呼ばれる。
グリーン・ゾーンは高いコンクリート防爆壁、T字壁、有刺鉄線によって完璧に囲まれていて、少数の検問所のみを通して出入場できるようになっており、その全ては連合国軍の警備下にある。これは反体制派による迫撃砲やロケット弾を頻繁にグリーン・ゾーンに浴びせる原因となったが、これらの攻撃は厳重な警備により余り影響を与えなかった。
2004年10月、2件の自爆事件が発生し、バザールとグリーンゾーンカフェを爆破した。2007年4月12日、爆弾が国民議会に発射され、2人が死亡し、副議長を含む22人が負傷した。(その内、一人の)死者はスンニ派連邦議会議員モハメッド・アワドであった。イラク人への主権の譲渡以来、グリーン・ゾーンにある多くの施設が新しいイラク政府に引き渡されている。しかし未だに西洋諸国の個別の軍用の契約、アメリカとイギリスの大使館は残っている。チグリス川を見下ろしたグリーン・ゾーンの南部では現在、新たなアメリカ大使館が建設中である。

## 歴史
- 2006年 - グリーン・ゾーン内に設営された裁判所で、サッダーム・フセイン元大統領ほか7人の公判が行われる[6]（イラク特別法廷は2004年から開催されているが開催場所の記録がない）。
- 2007年4月12日 - グリーン・ゾーン内に位置するイラク連邦議会内の食堂で自爆テロ事件が発生。議員ら8人が死亡し、23人が負傷[7]。
- 2007年5月19日 - イギリスのトニー・ブレア首相がバグダード訪問。グリーン・ゾーン内でジャラル・タラバニ大統領、ヌーリ・マリキ首相らと対談を行った。訪問直前に同じくグリーン・ゾーン内に位置する首相官邸やアメリカ・イギリス両国大使館に向けて迫撃砲が撃ち込まれる[8]。
- 2007年9月19日 - アメリカ外交官を護衛していた民間軍事会社ブラックウオーターの傭員が民間人に発砲、死傷者が多数生じた。アメリカ政府は報復を受ける可能性が高いとして、自国の関係者に対してグリーン・ゾーン以外での陸路による移動を禁止した[9]。
- 2008年 - ロケット弾の攻撃が激化。特に4月8日の攻撃では、2発のロケット弾によりアメリカ兵2人が死亡、17-19人が負傷[10]。6月8日には迫撃弾による攻撃により3人死亡、7人負傷。
- 2009年1月1日 - グリーン・ゾーン内の治安権限がアメリカ軍からイラク側へ移譲される[11]。4日後の1月5日には、建設が進められていたアメリカ大使館が完成し、移転した。
- 2009年9月15日 - ジョー・バイデン副大統領の訪問に合わせ、アメリカ大使館付近に迫撃砲が撃ち込まれる。副大統領は無事[12]。
- 2012年3月29日 - アラブ連盟首脳会議がグリーンゾーン内で開催。イラン大使館に迫撃砲が撃ち込まれ、一部施設損傷[13]。
- 2015年10月5日 - グリーン・ゾーンが条件付きながら一般に開放[14]。
- 2016年4月30日 - シーア派指導者ムクタダ・サドル師支持者のデモが議会へ乱入、占拠。同年5月20日には、同支持者のデモが首相府へ乱入。治安部隊の発砲により、デモ参加者2人が死亡[15]。
- 2019年12月31日 - 親イラン派勢力空爆に抗議するデモ隊がアメリカ大使館を襲撃。アメリカ側はイランが画策したものとして批難[16]。4日後のバグダード国際空港攻撃事件の伏線となった。

## ギャラリー

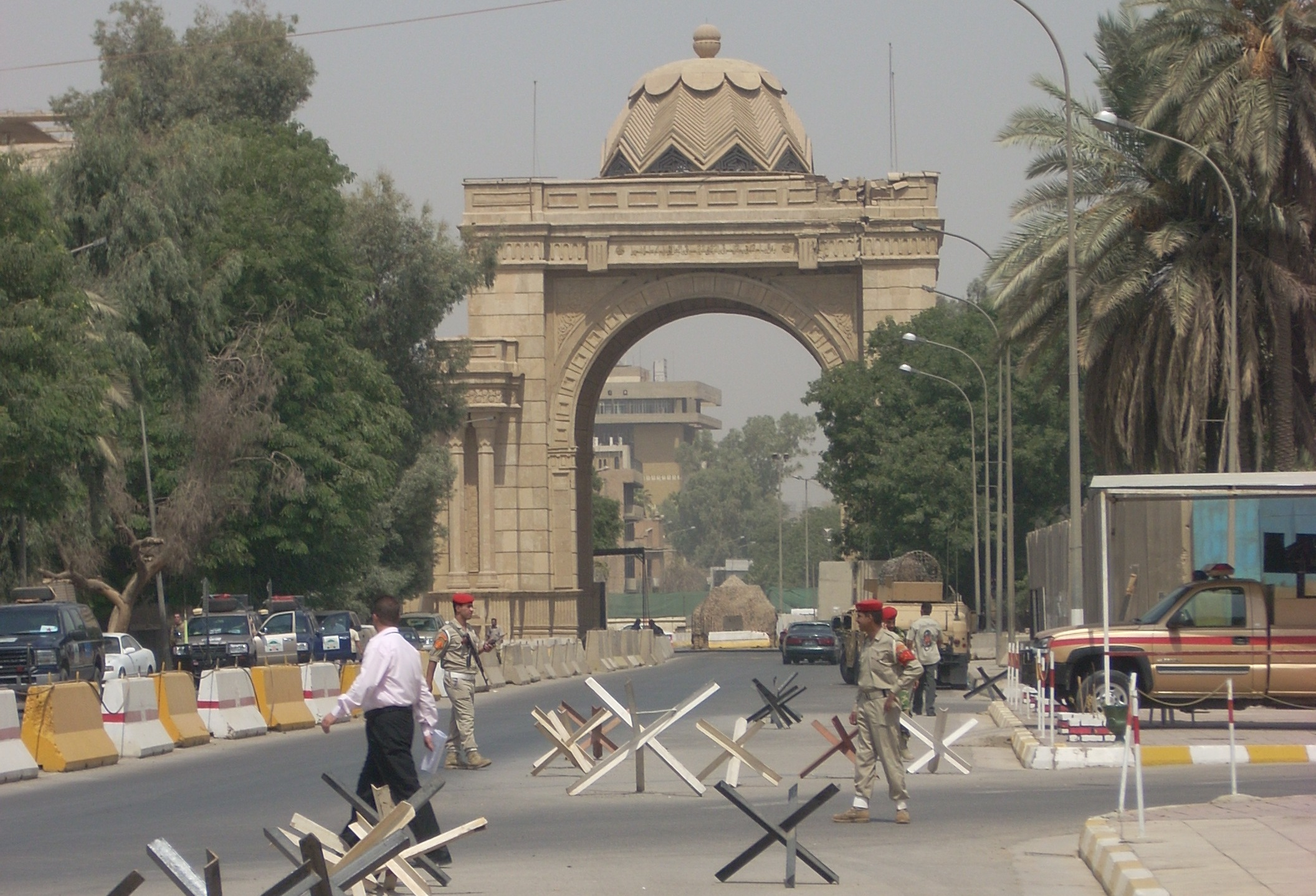
Assassins Gate
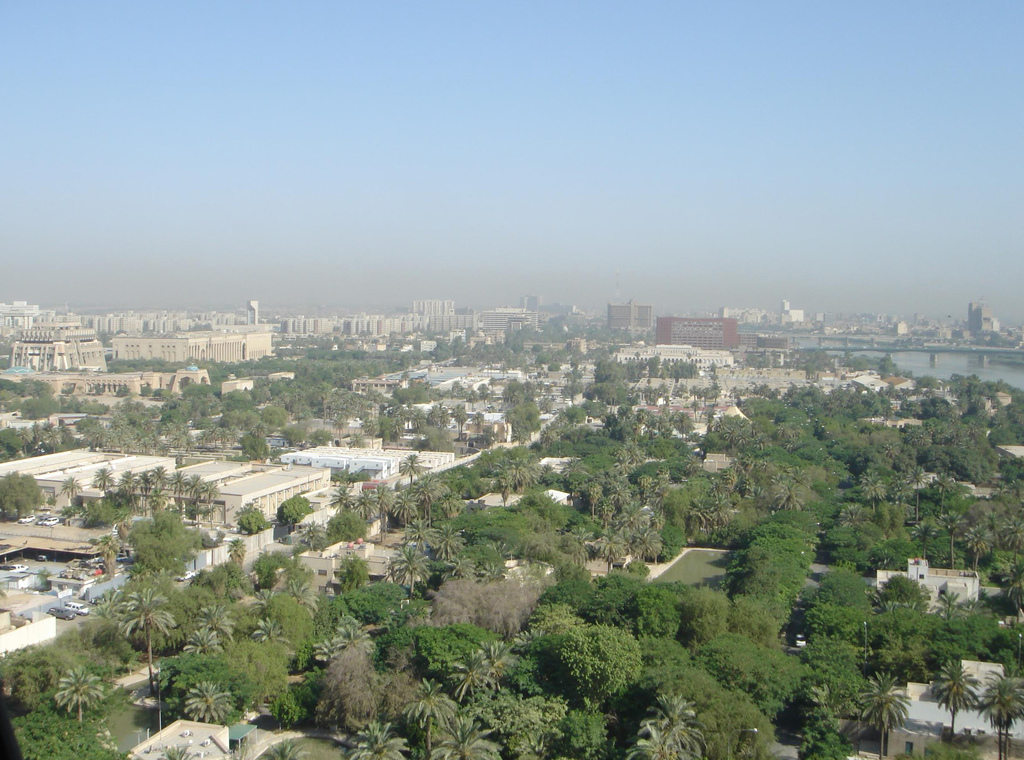
グリーン・ゾーンの空撮
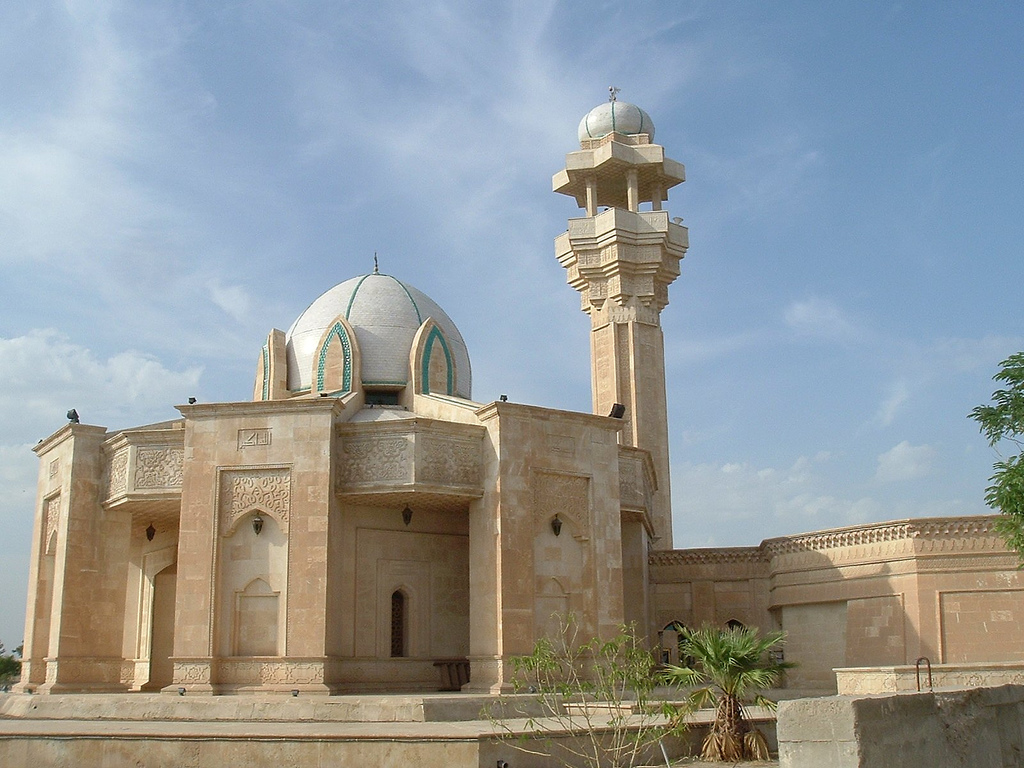
イスラム教の宗教施設であるモスク
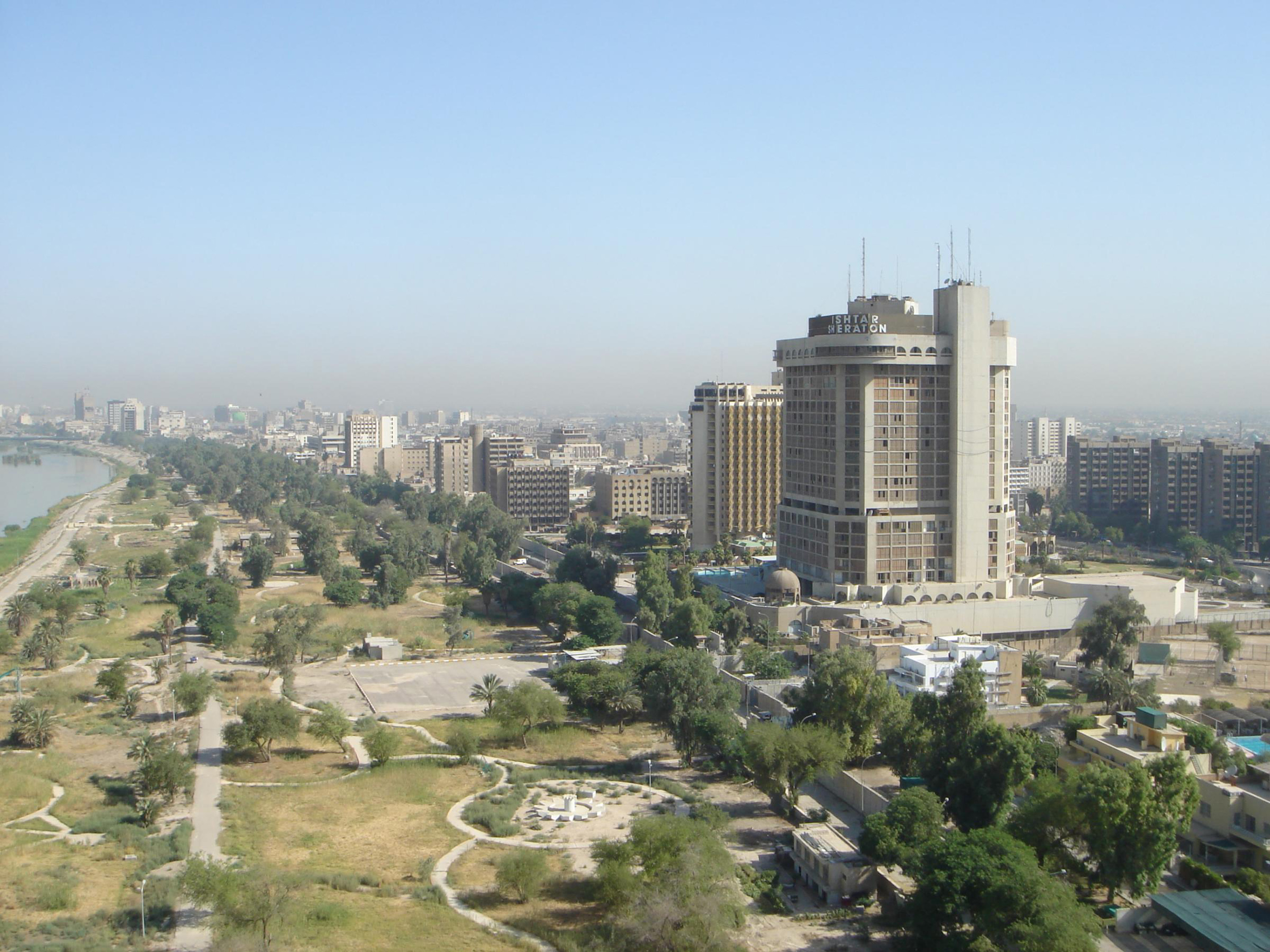
レッド・ゾーン
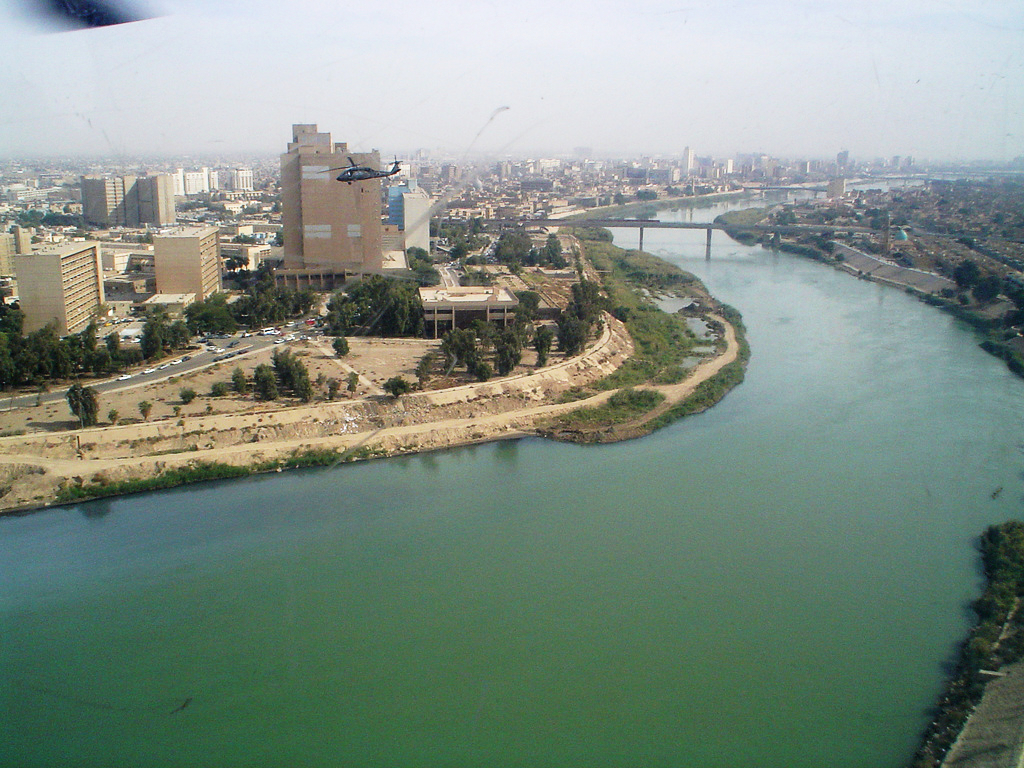
Baghdad Red Zone
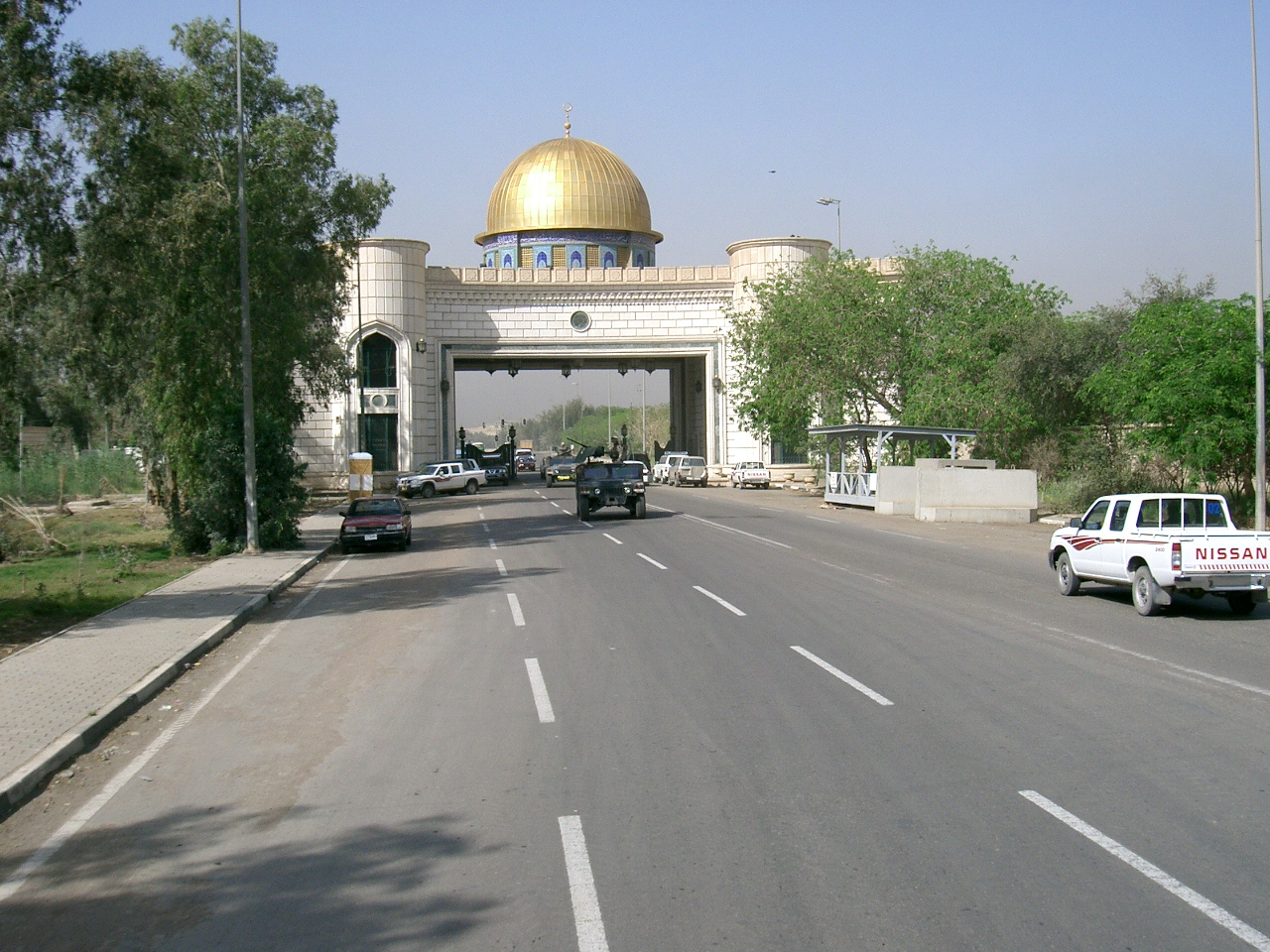
Gold Dome (or Golden Dome)
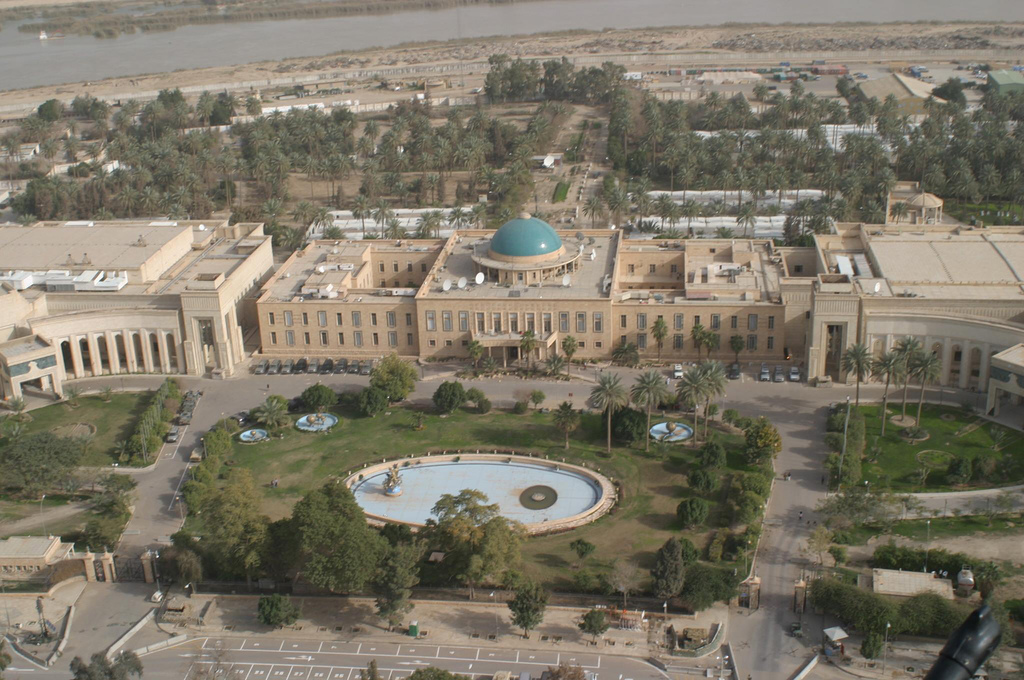
大統領府
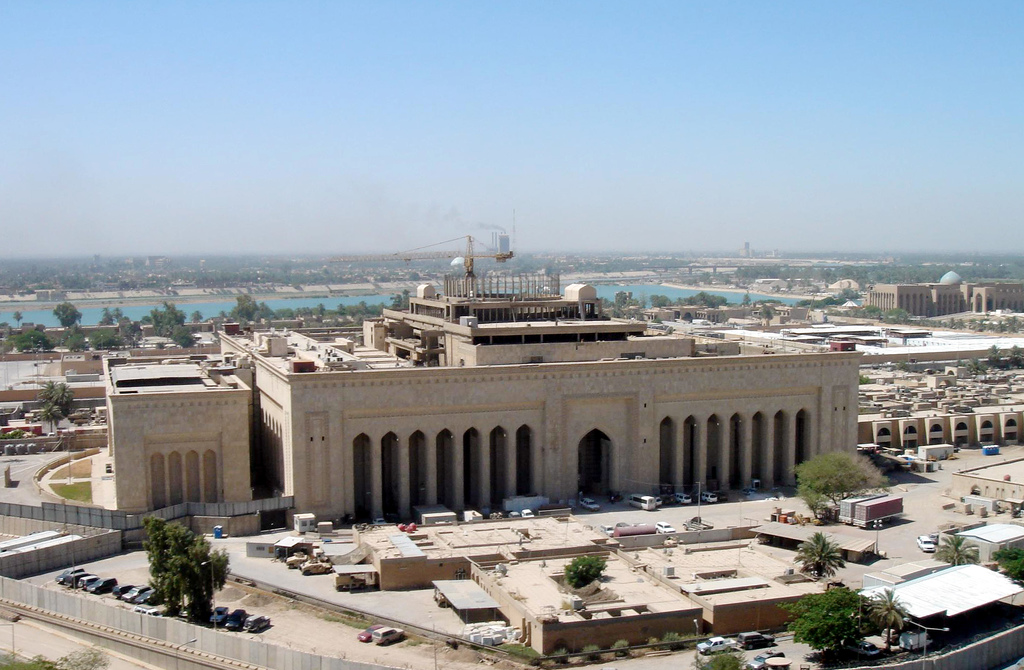
国民議会

## 注脚
1. ↑  アラウィ・アリ著（2007）。イラクの統治：平和を失い、戦争に勝つ。エール大学出版。 P。 371 ISBN 978-0-300-11015-9。
2. ↑  ジョンソン・チャーマーズ著（2006）。 ネメシス：アメリカ共和国の最後の日。 メトロポリタンブックス。 P。 160 ISBN 978-0-8050-7911-1 p. 160. ISBN 978-0-8050-7911-1.
3. ↑  ランゲビーシェ、ウィリアム（2004年11月）。 グリーンゾーンへようこそ。  大西洋
4. 1 2 3  ドンブロフスカ・カレン著、ハン・ジェフ著（2008）。 今のイラクの国のガイド。 ブラッドトラベルガイド。 P208 ISBN 978-1-84162-243-9。
5. ↑  ロッド・ヌールラン、ウィリアムズ・ティモシー（2009年7月28日）イラク部隊はすぐに一つの連合であるために。 ニューヨーク・タイムズ。
6. ↑  “フセイン元大統領の公判が再開”.   AFP (2006年5月24日). 2020年1月9日閲覧。
7. ↑  “連邦議会内の食堂での自爆テロを受け、議会を緊急招集”.   AFP BB (2007年4月13日). 2020年1月9日閲覧。
8. ↑  “ブレア首相がバグダッド訪問、直前にはグリーンゾーンへの砲撃が”.   AFP (2007年5月19日). 2020年1月9日閲覧。
9. ↑  “在イラク米大使館、文民職員の陸路移動を当面禁止”.   AFP (2007年9月19日). 2020年1月9日閲覧。
10. ↑  “バグダッドの米軍基地などにロケット弾攻撃相次ぐ、米兵3人が死亡”.   AFP (2008年4月8日). 2020年1月17日閲覧。
11. ↑  “米軍、グリーンゾーンの治安権限をイラクに移譲”.   AFP (2009年1月2日). 2020年1月17日閲覧。
12. ↑  “米副大統領訪問のバグダッドで迫撃弾攻撃、武装勢力が犯行声明”.   AFP (2009年9月16日). 2020年1月17日閲覧。
13. ↑  “アラブ連盟首脳会議、バグダッドで22年ぶりに開催 シリア対応で割れる”.   AFP (2012年3月30日). 2020年1月17日閲覧。
14. ↑  “イラク首都の「グリーンゾーン」、12年ぶり一般開放”.   AFP (2015年10月5日). 2020年1月17日閲覧。
15. ↑  “治安部隊の発砲でサドル師派のデモ参加者2人死亡、イラク”.   AFP (2016年5月22日). 2020年1月17日閲覧。
16. ↑  “親イラン派デモ隊、米大使館を襲撃 イラク空爆に抗議”.   AFP (2020年1月1日). 2020年1月17日閲覧。